# Травин, Виктор Николаевич
Ви́ктор Никола́евич Тра́вин (род. 9 мая 1961, Франкфурт-на-Одере, ГДР) — российский правозащитник, журналист, теле- и радиоведущий. Президент Коллегии правовой защиты автовладельцев.

## Биография
Родился во Франкфурте-на-Одере в семье военнослужащего. В 1984 году окончил Российскую экономическую Академию имени Г. В. Плеханова, в 1989 — Московский государственный университет имени М. В. Ломоносова.
В 1986 году начал свою журналистскую деятельность в редакции газеты «Московский комсомолец». В 1995 году основал тематическую полосу «Право руля!» и стал ее постоянным автором.
С 2004 года является автором и ведущим популярной программы «Право руля!» на радиостанциях «Арсенал», «Русская служба новостей», «Русское радио», «Маяк», «Пионер ФМ», «Авторадио», на Всероссийском конкурсе «Радиомания»-2008 победившей в номинации «Лучшее ток-шоу». С 2005 по 2008 год был ведущим на радио «Свобода».
С 2010 по 2018 год вёл авторскую программу «Первая передача» на телеканале НТВ.
Владелец бренда «Право руля!».
Журналист, писатель, общественный деятель. Один из ведущих экспертов страны в области законодательства о безопасности дорожного движения, проблем владения, пользования и распоряжения транспортными средствами.
Известен журналистскими расследованиями и выступлениями в центральных печатных средствах массовой информации, на радио и на центральном телевидении, раскрывающими проблемы коррупции в органах государственной власти, и в первую очередь — в Министерстве внутренних дел. В течение восьми лет подряд становился бессменным лауреатом всероссийской Премии «Лучший автомобильный журналист года», а по итогам 2006 года был признан лучшим журналистом-правозащитником.
Член Союза журналистов Москвы с 1988 года.
Автор популярных книг «Право руля!», «Разоблачение ГИБДД», «Чему не учат в автошколах», «Правила вождения за нос сотрудников ГИБДД», «Разрули!».
В 1999 году создал Коллегию правовой защиты и был избран ее Президентом.
За 25 лет правозащитной деятельности добился отмены тысяч неправомерно наложенных на водителей взысканий и пересмотра сотен дел по ДТП, на законодательном уровне предотвратил ужесточение санкций для водителей, признания незаконными некоторых положений указаний ГАИ России и приказов МВД, нарушающих законные права автовладельцев.
За достигнутые успехи в защите прав и законных интересов граждан, развитие юридической науки, большой вклад в развитие института адвокатуры и укрепление ее единства в 2007 году награждён Серебряной медалью имени Ф. Н. Плевако, а его имя навечно занесено в Книгу Почёта российской адвокатуры.
В 2011 году избран заместителем председателя Общественного Совета при Главном Управлении МВД России по Москве, председателем комиссии по безопасности дорожного движения.
Организаторами Национальной Премии «Безопасность — дело каждого!» в ноябре 2014 года награждён «Знаком признания».
За большой личный вклад в укрепление взаимодействия органов внутренних дел с институтами гражданского общества, оказания помощи в воспитании личного состава в духе неукоснительного соблюдения законности награждён [когда?] Почётной грамотой Главного Управления МВД России по городу Москве.
Обладатель одной из крупнейших в России коллекции моделей железной дороги.

## Книги
- «Право руля!» — М.: «Армада», «Альфа-книга», 2003. — 384 с. — 10 000 экз. — ISBN 5-93556-309-6.
- «Право руля! — 2». — М.: «Новый свет», 2006. — 304 с. — ISBN 5-7198-0163-4.
- «Право руля! — 3». — М.: «Эксмо», 2008. — 416 с. — 7000 экз. — ISBN 978-5-699-27502-1.
- «Право руля! — 4». — М.: «Эксмо», 2010. — 512 c. — 7000 экз. — ISBN 978-5-699-39878-2.
- «Разрули! Книга от главного защитника автовладельцев России». — М.: «Эксмо», 2016. — 320 c. — ISBN 978-5-699-93447-8.
- «Поворот на право. Популярная юридическая энциклопедия для автовладельцев в вопросах и ответах» — М.: «Эксмо», 2024. — 416 с. — 3.000 экз. — ISBN 978-5-04-198305-5.

## Образ в художественной литературе
Послужил прототипом журналиста Виктора Тростникова в романе «Журналюги» московского писателя Сергея Амана.